# David F. Sandberg
Ne doit pas être confondu avec David Sandberg, réalisateur de Kung Fury
Pour les articles homonymes, voir Sandberg.
 (août 2016).
Si vous disposez d'ouvrages ou d'articles de référence ou si vous connaissez des sites web de qualité traitant du thème abordé ici, merci de compléter l'article en donnant les références utiles à sa vérifiabilité et en les liant à la section « Notes et références ».
David F. Sandberg est un réalisateur, scénariste et compositeur suédois, né le 21 janvier 1981 à Jönköping (Småland). Il est connu en particulier pour son film Dans le noir (Lights Out, 2016), alors adapté de son propre court-métrage tourné dans son pays natal en 2013.

## Biographie

### Carrière
David F. Sandberg commence sa carrière par la réalisation de courts-métrages sur YouTube sous le pseudonyme de Ponysmasher tel que Closet Space et Lights Out et se fait remarquer par James Wan grâce à cela.
En 2016, à la demande de James Wan, il adapte son court-métrage Lights Out en film en gardant le même titre, autrement dit Dans le noir en France, qui rencontre un certain succès critique et commercial. Après ce succès, il est choisi par James Wan pour réaliser Annabelle 2 : La Création du mal (Annabelle: Creation), la suite du film d'horreur Annabelle de John R. Leonetti, là aussi le succès critique et commercial est au rendez-vous. Après ces deux succès consécutifs il est choisi par Warner Bros., DC Comics et New Line pour réaliser le film de super-héros Shazam! adapté du comics du même nom, il rejoint ainsi les rangs du DC Extended Universe au côté de son ami James Wan qui a lui été choisi pour réaliser Aquaman. En parallèle de sa carrière hollywoodienne, il continue à poster des vlogs sur son expérience de réalisateur sur sa chaine Youtube ponysmasher.

### Vie privée
David F. Sandberg s’est marié, en 2013, à l’actrice, styliste et photographe Lotta Losten qui interprète souvent des personnages dans ses courts-métrages, notamment Lights Out.

## Filmographie

### Réalisateur et scénariste

#### Long métrage
- 2016 : Dans le noir (Lights Out)

#### Courts-métrages
- 2006 : Vad tyst det blev... (animation)
- 2011 : Animera = Göra livlig (documentaire)
- 2013 : Ladyboy (documentaire)
- 2013 : Cam Closer
- 2013 : Lights Out
- 2014 : Pictured
- 2014 : Not So Fast
- 2014 : Coffer
- 2014 : See You Soon
- 2015 : Attic Panic
- 2016 : Closet Space
- 2020 : Shadowed
- 2020 : Not Alone in Here

### Réalisateur uniquement
- 2011 : Earth Savers (six épisodes)
- 2017 : Annabelle 2 : La Création du mal (Annabelle: Creation)
- 2019 : Shazam!
- 2023 : Shazam! La Rage des Dieux (Shazam! Fury of the Gods)
- 2025 : Until Dawn : La mort sans fin (Until Dawn)

### Compositeur
David F. Sandberg a composé la musique des courts métrages suivants :
- 2006 : Vad tyst det blev... (animation)
- 2011 : Animera = Göra livlig (documentaire)
- 2013 : Ladyboy (documentaire)
- 2013 : Lights Out
- 2014 : Pictured
- 2014 : See You Soon
- 2015 : Attic Panic

## Distinctions

### Récompenses
- Novemberfestivalen 2006 :
  - Meilleur film pour Vad tyst det blev...
  - Meilleur scénario pour Vad tyst det blev...
- iHorror Awards 2017 : favori des spectateurs (Fan Favorite) pour Dans le noir (Lights Out)
- Festival international du film de Palm Springs 2017 : meilleur réalisateur débutant pour Dans le noir (Lights Out)

### Nominations
- iHorror Awards 2015 : meilleur court-métrage d’horreur Lights Out
- iHorror Awards 2017 : meilleur film d’horreur Dans le noir (Lights Out)